# Mamihlapinatapai

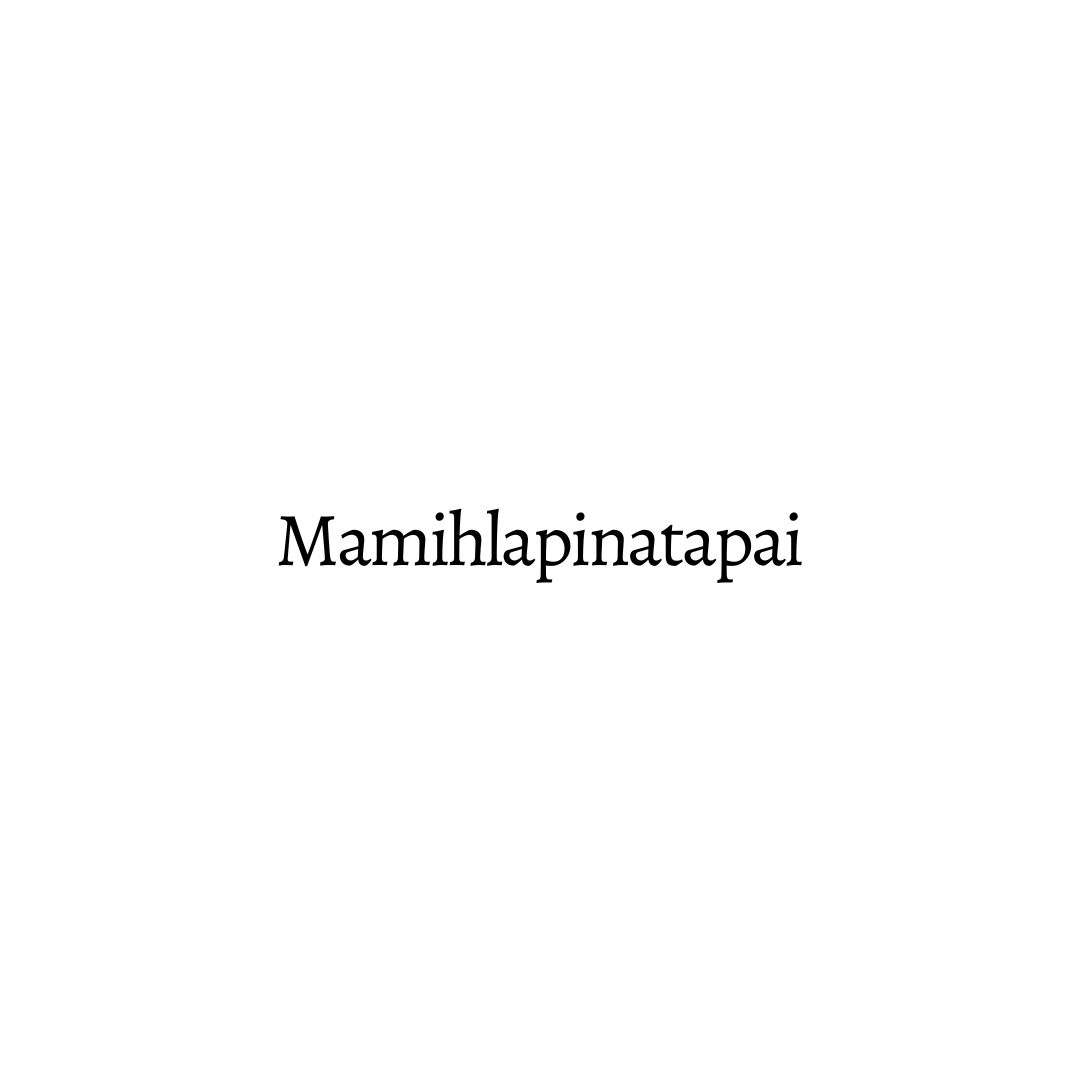
Mamihlapinatapai.

Mamihlapinatapai (parfois orthographié mamihlapinatapei) est un mot du yagan de la Terre de Feu, listé dans le Livre Guinness des records comme le « mot le plus succinct », et est considéré comme l'un des mots les plus difficiles à traduire. Il décrit « un regard partagé entre deux personnes dont chacune espère que l'autre va prendre l'initiative de quelque chose que les deux désirent mais qu'aucune n'ose commencer ». 
Le mot est formé du préfixe réflexif/passif ma- (mam- avant une voyelle), la racine ihlapi, qui signifie être dans l'impasse de ce qu'il y a à faire après, le suffixe statique -n, un suffixe d'achèvement -ata, et le suffixe duel -apai, qui compose avec le réflexif mam- un sens réciproque.
C'est aussi le titre d'une chanson du chanteur-compositeur américain Ronny Cox et d'un livre d'Arnaud Viviant.

## Sources
- (en) Cet article est partiellement ou en totalité issu de l’article de Wikipédia en anglais intitulé « Mamihlapinatapai » (voir la liste des auteurs).